# Muisne (kanton)
Muisne – kanton w Ekwadorze, w prowincji Esmeraldas. Stolicą kantonu jest Muisne.